# Konrad Knebel (Maler)

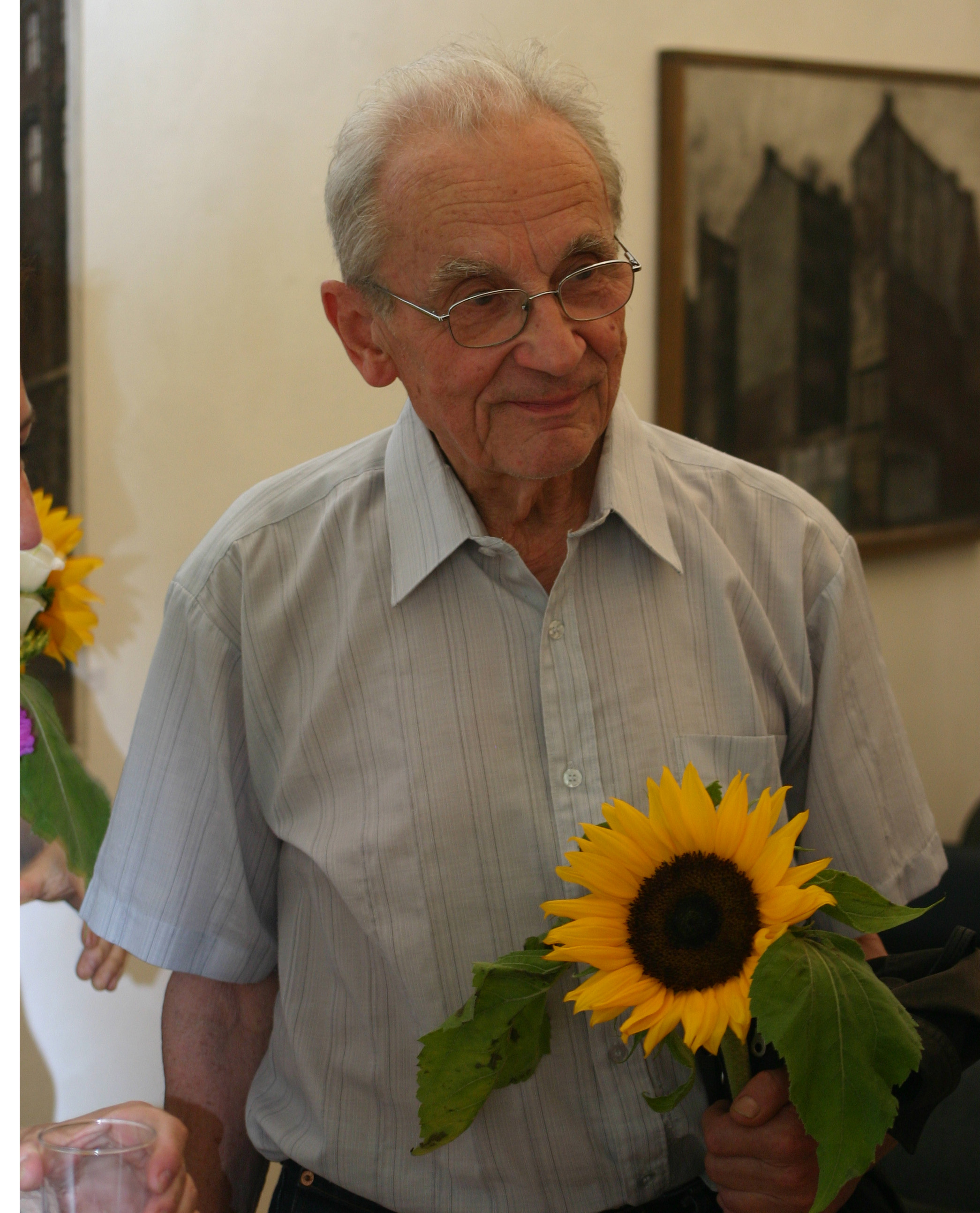
Konrad Knebel
während einer Ausstellungseröffnung im August 2013

Konrad Knebel (* 24. Februar 1932 in Leipzig; † 25. Februar 2025 in Berlin) war ein deutscher Maler und Grafiker.

## Leben
Nach den großen Luftangriffen auf Leipzig im Dezember 1943 siedelte die Familie von Konrad Knebel nach Marienberg über. Seine Eltern waren Musiker. Knebel besuchte die Thomasschule zu Leipzig. Nach bestandenem Abitur 1951 und Absolvierung seines Studiums von 1951 bis 1957 bei Kurt Robbel, Arno Mohr, Bert Heller und Toni Mau an der Hochschule für bildende und angewandte Kunst Berlin-Weißensee arbeitete er ab 1957 freischaffend als Maler und Grafiker in Berlin. Zudem war er 1965/66 als freier Dozent an der Hochschule für bildende und angewandte Kunst Berlin-Weißensee tätig und leitete einen Malzirkel im VEB Tiefbau Berlin. Ab 1965 begann Knebel mit Eitemperafarben auf Papier zu malen. Neben der Ölmalerei entstand damit eine neue Werkgruppe, die Temperablätter.
Er war bis 1990 Mitglied des Verbands Bildender Künstler der DDR und danach des Künstlersonderbundes in Deutschland. In der DDR war Knebel auf den meisten wichtigen Kunstausstellungen vertreten, u. a. von 1958 bis 1988 auf allen Deutschen Kunstausstellungen bzw. Kunstausstellungen der DDR in Dresden.
Studienreisen und Ausstellungen führten ihn nach Polen, in die Tschechoslowakei, die Sowjetunion, nach Burma, Frankreich, Jugoslawien, Bulgarien, Italien, Norwegen, Vietnam und in die USA. 1982 wurde seine Arbeit in dem DEFA-Dokumentarfilm Stadtlandschaften vorgestellt. 
Während der Wende und friedlichen Revolution in der DDR war Knebel 1989 bis 1990 Mitglied des Runden Tisches im Ministerium für Bauwesen der DDR.
2012 wurde berichtet, dass Knebel sein Atelier im Berliner Stadtteil Prenzlauer Berg, in dem er seit 38 Jahren gearbeitet hatte, verlassen musste, weil im Zuge der dort ablaufenden Gentrifizierung ein Umbau zu einem Großraumbüro anstand.

## Ehrungen
- 1959 Zweiter Preis im Kunstwettbewerb des Verbands Bildender Künstler der DDR
- 1977 Goethe-Preis der Stadt Berlin
- 1980 Nationalpreis der DDR für Kunst und Literatur, III. Klasse
- 1986 Kunstpreis des FDGB
- 1990 Käthe-Kollwitz-Preis der Akademie der Künste der DDR
- 1994 Stipendium der Stiftung Kulturfonds
- 2009 Hannah-Höch-Preis des Landes Berlin

## Rezeption
„Knebel gilt . . . als ein herausragender und prototypischer Vertreter der Berliner Kunst. Sein Motivfeld sind die Häuser und Straßen als Orte des Werdens und Vergehens menschlichen Daseins, Fassaden als Physiognomien.“
Lothar Lang

## Darstellung Knebels in der bildenden Kunst (Auswahl)
- Günter Dührkop: Familie Konrad Knebel (Tafelbild, Öl. 1976)[4]

## Museen und öffentliche Sammlung mit Werken Knebels (unvollständig)
- Berlin: Neue Nationalgalerie[5]
- Berlin: Berlinische Galerie[6]
- Berlin: Stiftung Kunstforum der Berliner Volksbank
- Berlin: Deutscher Bundestag, Artothek
- Berlin: Kunstsammlung des Stadtbezirks Pankow[7][8]
- Brandenburg an der Havel: Stadtmuseum
- Dresden: Galerie Neue Meister[9]
- Gera: Otto-Dix-Haus
- Oelsnitz: Sammlung Erzgebirgische Landschaftskunst[10]

## Einzelausstellungen (unvollständig)
- 1962: Leipzig, Wort und Werk
- 1963: Berlin, Institut für Lehrerweiterbildung
- 1967: Weimar, Kunstantiquariat Katharina Becker
- 1969: Stockholm (mit Theo Balden und Helmut Diehl)
- 1972: Rangoon (Burma), Museum
- 1975: Berlin, Galerie am Prater
- 1980: Berlin, Galerie Arkade
- 2009: Berlin, Ephraimpalais[11]
- 2013: Berlin, Galerie Forum Amalienpark (mit Anna Franziska Schwarzbach)